# 约翰受难曲

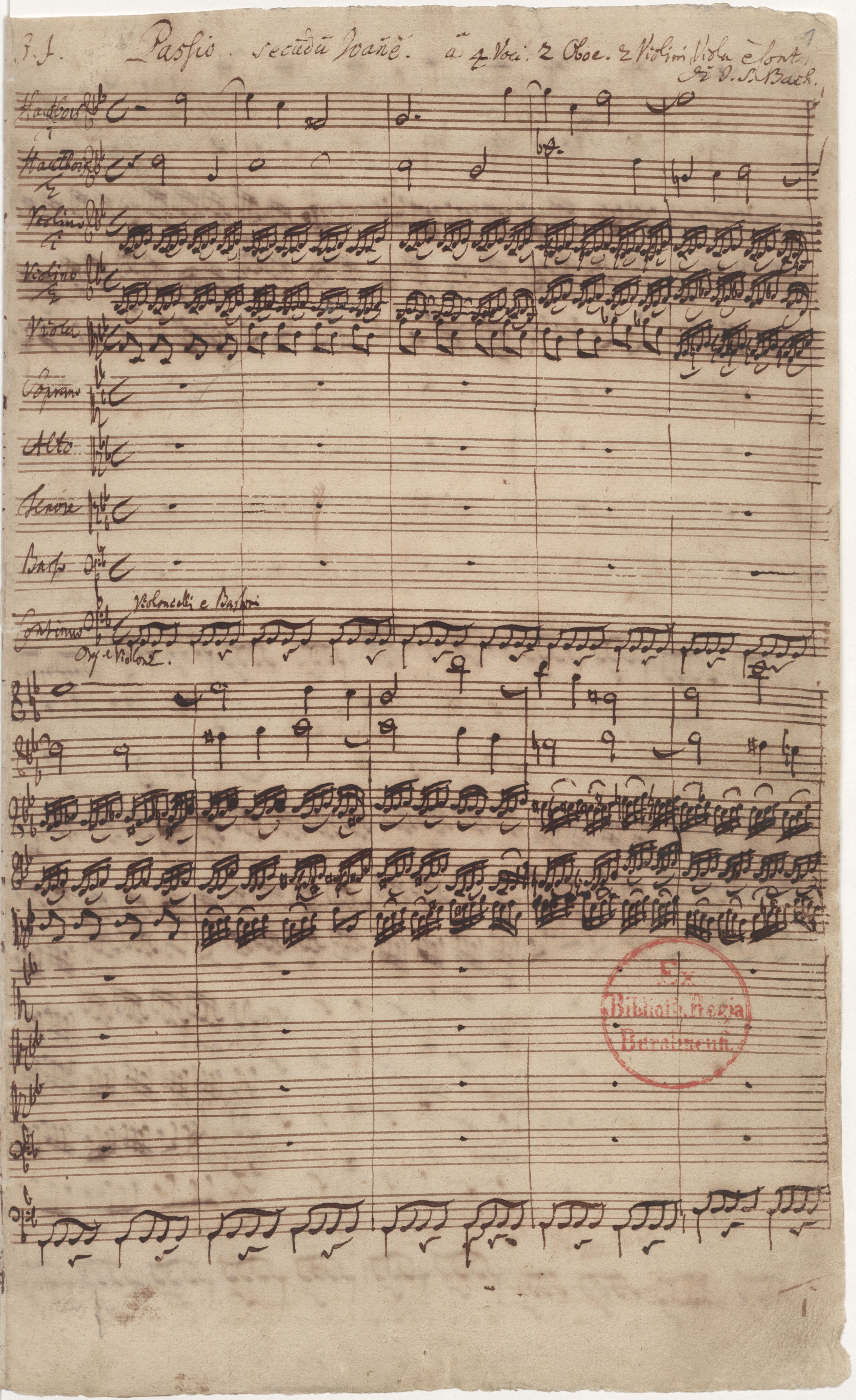
由巴赫签名的约翰受难曲歌谱的第一页

约翰受难曲（德語：Johannes-Passion，BWV 245），是由约翰·塞巴斯蒂安·巴赫创作的受难曲或，为现存巴赫创作的受难曲中较早的一部。它是巴赫在担任莱比锡教堂音乐指挥的第一年内创作的，并于1724年4月7日圣周五黄昏赞中在圣尼古拉教堂内首演。
该受难曲分为两部分，便于在中场休息时布道。佚名的歌词引用了现成的作品，并从讲叙约翰福音中耶稣受难的宣叙调和合唱编辑而成。受难曲中的咏叙调和咏叹调与动作相结合，众赞歌则与巴赫同时代教会使用的赞美诗的曲调和词句相类似。与马太受难曲相比，约翰受难曲显得更铺张，带有表现性的直接，有时更肆意以及没有那么完整。
当今所演奏的曲目版本为1724年的版本，尽管巴赫在1725年、1732年及1749年修改并添加了几个曲目。1725年修订中代替原先的开场合唱“O Mensch, bewein dein Sünde groß”出现在1736年的马太受难曲中。而修订版本中的其他咏叹调则仅出现在现代版本中的附录中。